# San Nicolo l'Arenakerk

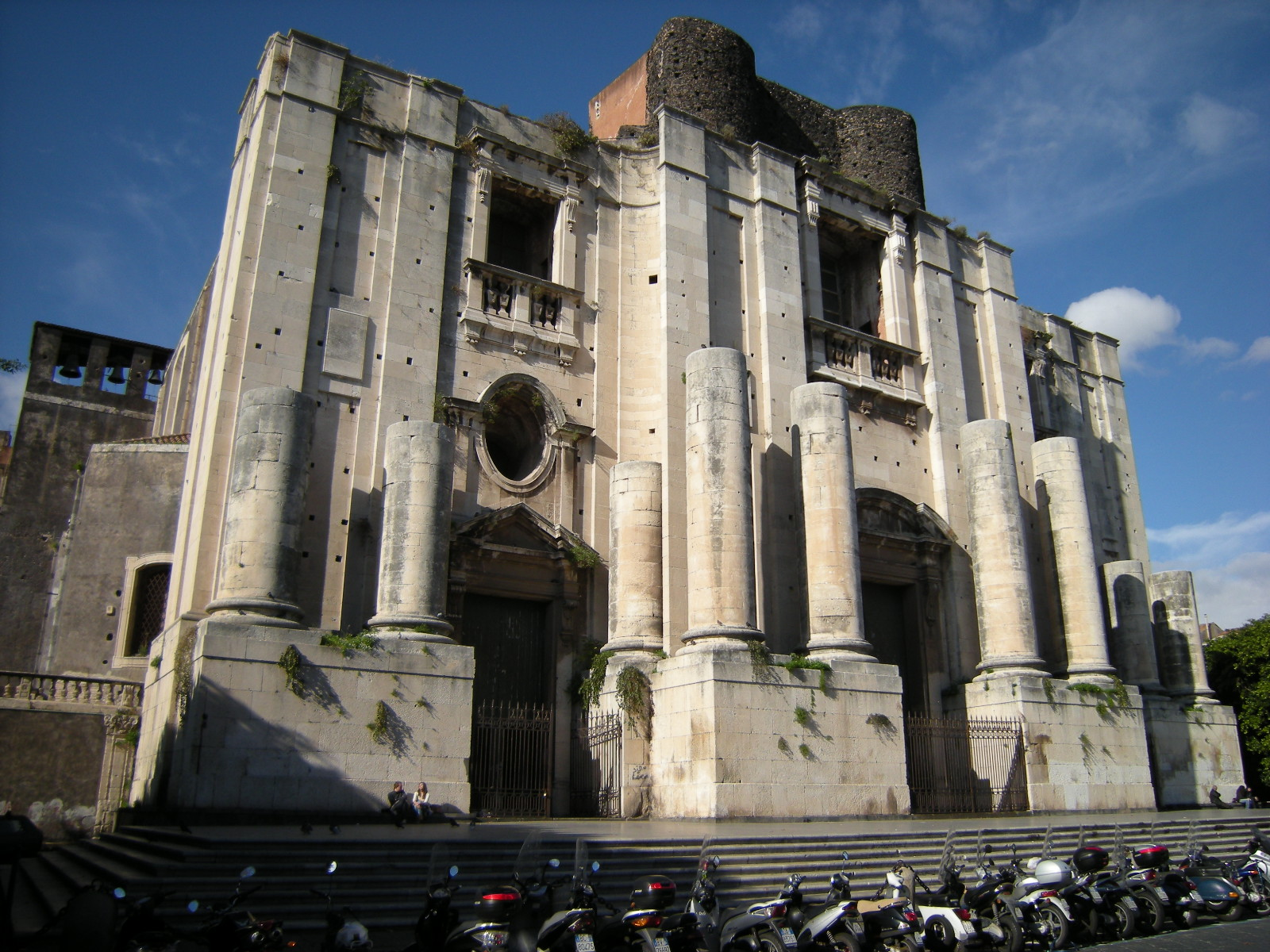
San Nicolo l'Arenakerk (18e eeuw) in Catania, Italië. Vooraan wat rest van de 16e-eeuwse versie na de rampzalige aardbeving van 1693

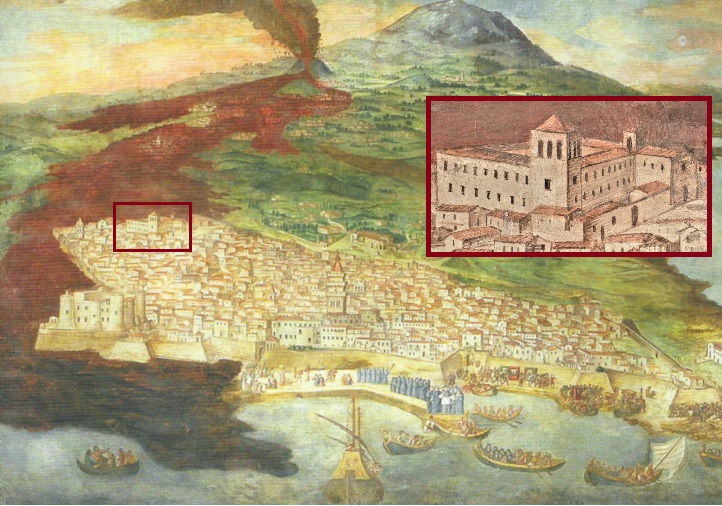
Lava stroomde binnen in de vorige versie van de kerk in 1669 (uitvergroot)

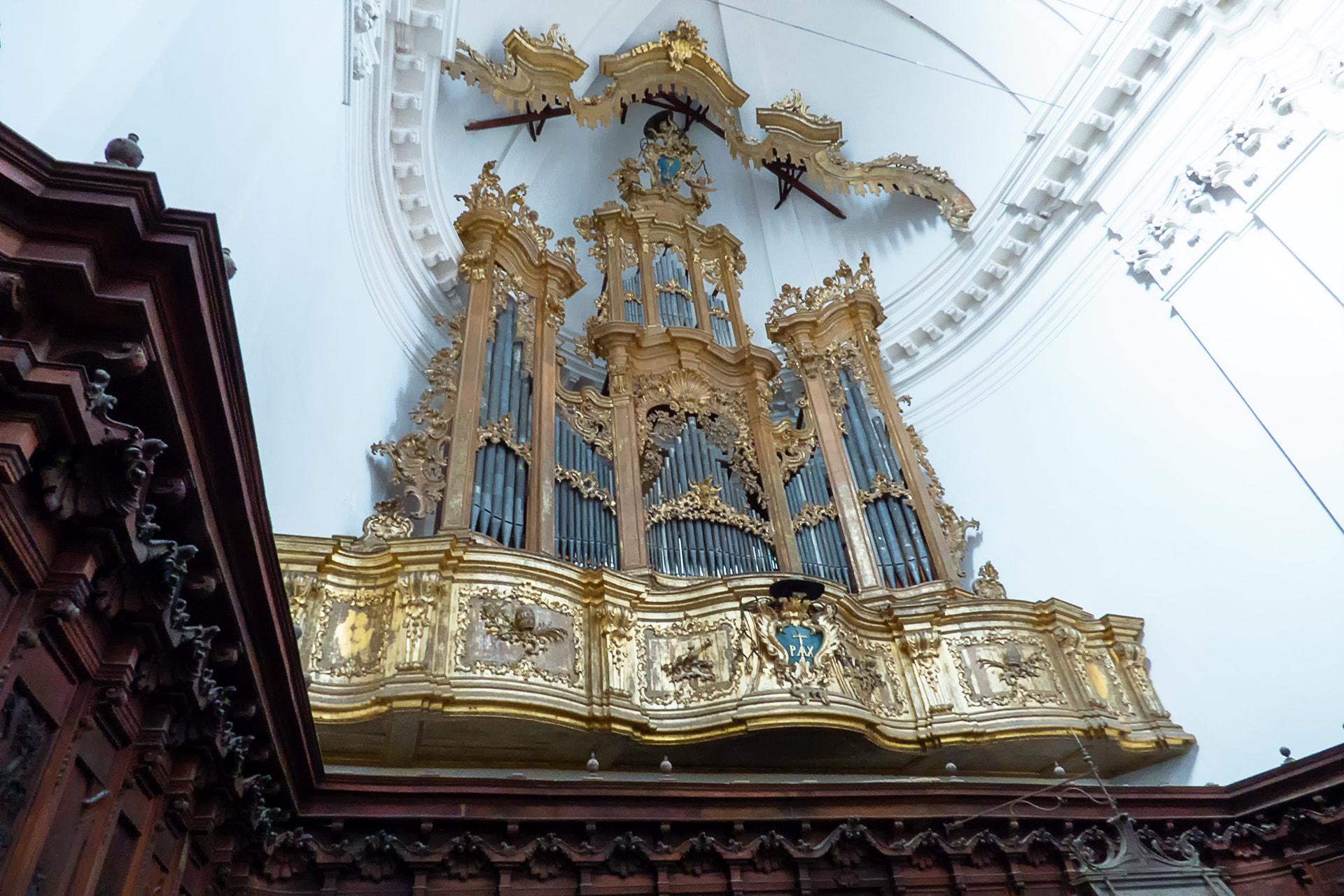
Orgel van Donato Del Piano

De San Nicolò l’Arenakerk is een van de grootste kerken van Sicilië, eiland in Italië, en staat in Catania aan de Piazza Dante. Het was de abdijkerk van de voormalige dominicanerabdij met dezelfde naam San Nicolò l’Arena. Deze abdij wordt beschreven als een van de grootste dominicanerabdijen in Europa.
De afmetingen van de kerk zijn 105 meter lang, 48 meter breed in het schip en 71 meter in het transept. De hoogte van de koepel is 66 meter boven de vloer.
De kerk is onafgewerkt. De bouw ligt stil sinds 1797. De stijl is laatbarok van Catania, ook wel in het algemeen Siciliaanse barok genoemd, en is voor een klein deel neoclassicistisch. De huidige versie dateert van de 18e eeuw. Zij wil een kleinere kopie zijn van de Sint-Pietersbasiliek in Rome. Het grondplan is een Latijns kruis, met drie beuken en een koepel op de kruising van de armen van het transept.
Voorheen stond er een kleinere kerk en kleiner klooster uit de 16e eeuw.

## Naam
De kerk is toegewijd aan de heilige Nicolaas van Bari zoals hij bekend is in Italië. In het Nederlands is de heilige bekend als Nicolaas van Myra.
Voordat deze benedictijnenabdij hier bestond in het centrum van Catania, woonden de monniken in een abdij op de vulkaan Etna. De abdij stond in Nicolosi. Bij het steenbakken werden de bakstenen rood door het ijzer in de oude lava in de grond. In het Siciliaans werden deze stenen rena rossa genoemd; in het Italiaans: terra rossa. Dit verbasterde tot l’Arena. De monniken behielden de naam bij de bouw in het centrum van Catania.

## Historiek
De eerste versie van de abdij verrees in de 16e eeuw. Monniken trokken weg van de vulkaan Etna, in het plaatsje Nicolosi. De redenen waren zowel schrik voor de zoveelste vulkaanuitbarsting - Nicolosi is enkele keren verwoest - als schrik voor rondtrekkende roverbendes. De Senaat van Catania stemde toe dat de monniken voor hun abdij een plek binnen de stadsmuren uitkozen. De nieuwe San Nicolò l’Arena-abdij met kerk werd in 1558 ingehuldigd door de Spaanse vicekoning van Sicilië, Juan de la Cerda. De man werd later nog gouverneur-generaal van de Nederlanden.
De vulkaanuitbarsting van de Etna in 1669 was zo hevig dat de lava de stad Catania binnendrong. De abdijkerk liep schade op: de steungewelven bogen door, de muur aan de noordzijde scheurde door en de kerkvloer stuwde omhoog. De monniken riepen uit Rome de architect Giovan Battista Contini om een nieuwe kerk te bouwen. Zo ver kwam het niet. In 1693 volgde een zware aardbeving, de zwaarste aardbeving ooit in Sicilië. De kerk was ingestort; slechts de basis van enkele zuilen van de 16e-eeuwse versie zijn bewaard gebleven.
Pas in de 18e eeuw stelden de benedictijnen een panel van architecten en ingenieurs uit Sicilië samen: Andrea en Antonino Amato, Francesco Battaglia, Stefano Ittar en Carmelo Battaglia Santagelo. Zij moesten de grote bouwwerf leiden, zowel de abdij als de abdijkerk. Deze werden groter dan de voorgaande, wat tot discussies geleid heeft over de juiste plaats van de bouwwwerf. De bouw startte pas in 1730. De nieuwe kerk verrees achter de resten van de vorige kerk. Het orgel is van de 18e eeuw en gebouwd door Donato Del Piano. Het orgel telt meer dan 2.900 pijpen. De sacristie bevat 18e-eeuwse kleerkasten. Menig abt liet een zijkapel inrichten naar zijn smaak, en volgens zijn voorkeur voor heiligenverering. 
In 1797 stopte de bouw abrupt door een ruzie met de leverancier van stenen.
Er werd nog een zonnewijzer toegevoegd in 1841, een ontwerp van Peters en Sartorius Waltershausen.
Na de val van het koninkrijk der Beide Siciliën en de eenmaking van Italië verdween de dominicanergemeenschap (1866). 
Sinds de 20e eeuw betrekt de universiteit van Catania het abdijcomplex. De kerk werd ontwijd. De kerk liep schade op door bombardementen in de Tweede Wereldoorlog. Na restauratiewerken keerde de kerk in 1989 terug naar de dominicanen van Catania.